# Beaverdam (Nevada)
Beaverdam – jednostka osadnicza w Stanach Zjednoczonych, w stanie Nevada, w hrabstwie Lincoln.